# 中国郵政航空

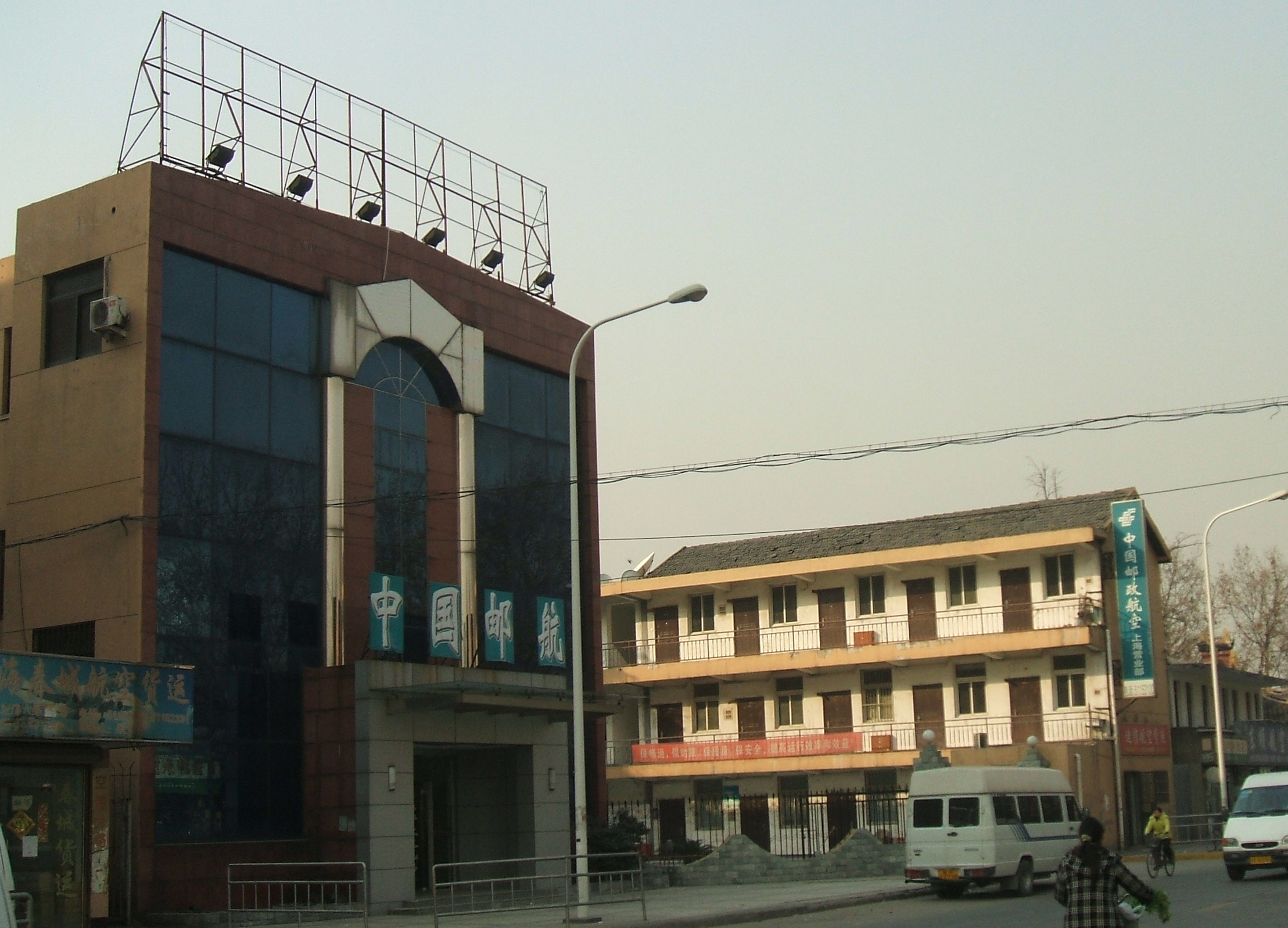
中国貨運郵政航空上海営業部（上海虹橋国際空港近隣）

中国郵政航空（ちゅうごく-ゆうせい-こうくう）は中華人民共和国の貨物航空会社である。正式名称は、中国郵政航空責任公司。略称は中郵航または郵航。

## コードデーター
- IATA航空会社コード：CF
- ICAO航空会社コード：CYZ
- コールサイン：CHINA POST
- 中国語コールサイン：郵政

## 概要
中国郵政航空の名称からわかるように郵便物や郵便小包を輸送する目的の航空会社である。1997年に中国の郵便事業を行う中国国家郵電局（現在の中国郵政）が設立した。また中国国内（香港・マカオを含む）ばかりでなく海外にも貨物便を運行しており、日本の成田国際空港と関西国際空港にも飛来している。

### EC取扱量の増加による対応
2018年9月に合意した規制緩和以降、中国の航空会社各社の対日航空路線数合計は週1130本へと激増し、10月にはこれまで首位であった韓国を追い抜いている。同様に国内外への旺盛な電子商取引（EC）需要に対応するため義烏市にEC物流特区を建設しており、欧州へは鉄道による貨物列車「義新欧」の運行を開始している他、重点国や地域間に航空貨物路線を就航させており、2019年8月20日には義烏 - 関西国際空港間に火曜から土曜までの毎週5便となる国際貨物路線が就航している。2020年、国家郵政局は20万人以上の新規雇用を生み出すことに繋がる国際物流推進政策を策定しており、国際競争力を高めるため貨物出入国インフラなどの他に、官民でのネットワーク化や航空輸送能力の拡大も推し進めている。2019年の統計では郵便取り扱い総額が1兆6千億元（25兆5千億円）となり、これは前年比30パーセントの伸びとなっており、この内宅配取扱個数が630億個、売り上げが7450億元（11兆8千億円）であり、これも前年に比べ2割の伸びを示している。国内で8兆元（124兆円）のEC小売業を抱えており、2020年も取り扱い総量は堅調に伸びると予想されており、宅配貨物の取り扱い総量は740億個に達するとみられている。

## 沿革
- 1994年　中国郵政航空が成立する。
- 1996年11月25日　中国貨運郵政航空有限責任公司が設立される。
- 1997年2月27日　初フライトを実施する。
- 2002年　組織再編により、中国国家郵政局が51パーセント、中国南方航空が49パーセント出資する会社となる。
- 2004年8月18日　航空便による「オールナイト輸送」（中国語で全夜航）が始まる。
- 2006年7月18日　天津濱海国際空港をハブ空港の1つにする。
- 2006年7月28日　民航総局華北管理局から国際運航の許可を受ける。
- 2006年8月3日　初の国際線である北京-ソウル（仁川）線が運行を始める。
- 2006年12月19日　第2の国際線である上海（浦東）-大阪（関西）線が運行を始める。
- 2008年9月 中国南方航空の保有株式を中国国家郵政局が買戻し、郵政局が全ての株式を保有する。
- 2015年12月15日 B757-200Fを7機、B737-800BCFを10機発注。同社史上最大の発注となる。[5]

## 使用機材

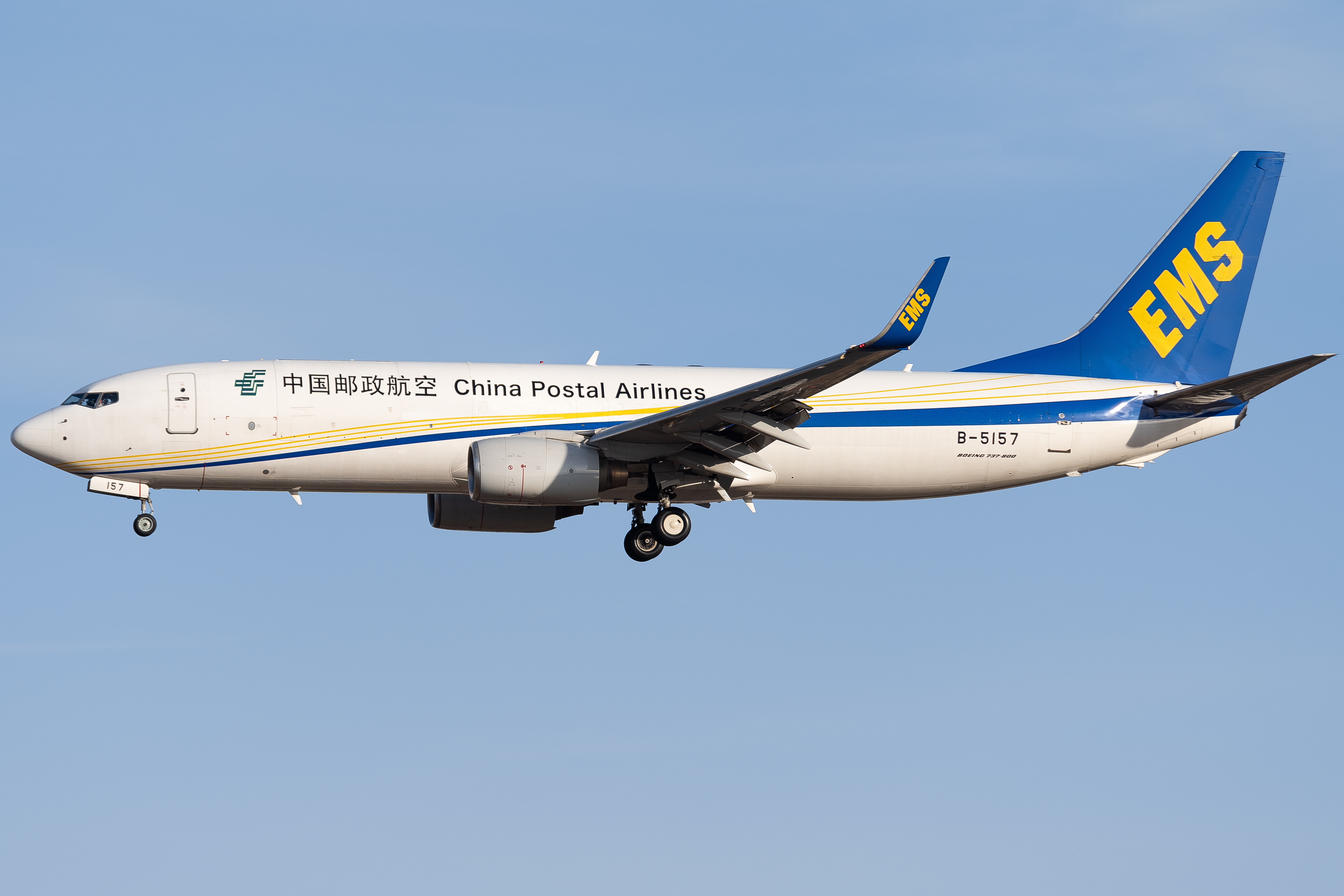
中国郵政航空ボーイング737‐800(BCF) B-5157号機

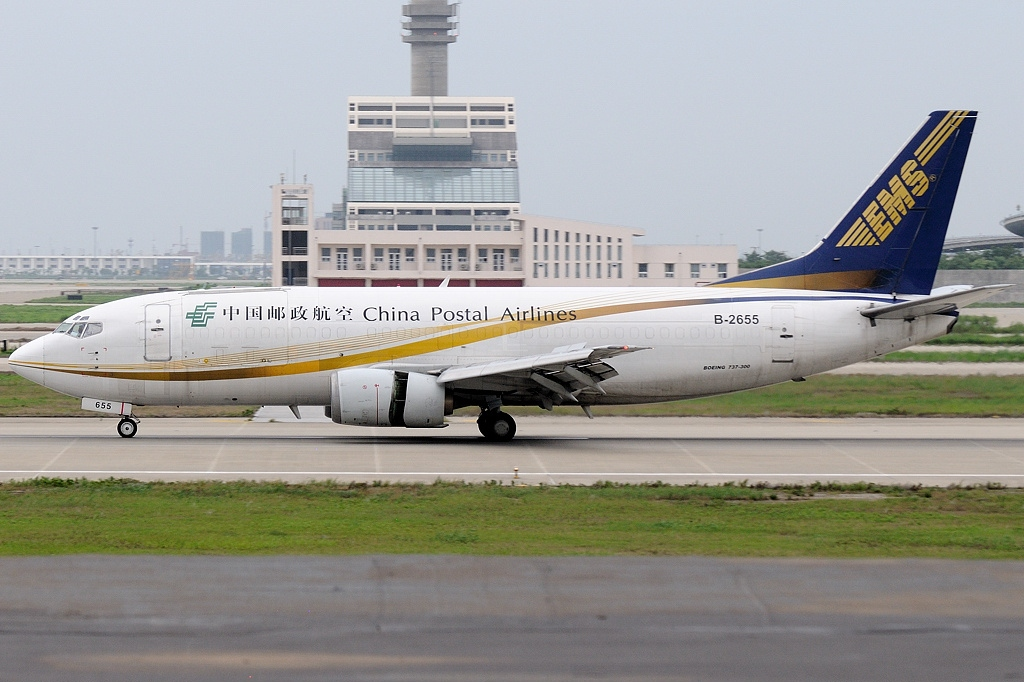
中国郵政航空B737-3Q8(F) B-2655号機

2019年9月現在、中国郵政航空の機材は以下の通りである。
| 機材                 | 運用機数 | 発注機数 | 備考 |
| -------------------- | -------- | -------- | ---- |
| ボーイング737-300F   | 11       | ‐        |      |
| ボーイング737-300QC  | 2        | ‐        |      |
| ボーイング737-400F   | 8        | ‐        |      |
| ボーイング737‐800BCF | 2        | 8        |      |
| ボーイング757-200PCF | 7        | ‐        |      |
| 計                   | 30       | 8        |      |